# 1128 Astrid
1128 Astrid è un asteroide della fascia principale del diametro medio di circa 34,69 km. Scoperto nel 1929, presenta un'orbita caratterizzata da un semiasse maggiore pari a 2,7880421 UA e da un'eccentricità di 0,0438454, inclinata di 1,01605° rispetto all'eclittica.
L'asteroide è dedicato ad Astrid, regina del Belgio.